# Corni (okręg Neamț)
Corni – wieś w Rumunii, w okręgu Neamț, w gminie Bodești. W 2011 roku liczyła 168 mieszkańców.